# Louis Zborowski
Louis Zborowski (ur. 20 lutego 1895, zm. 19 października 1924) – brytyjski konstruktor i kierowca wyścigowy.
Żyjący w Anglii na początku XX wieku bogaty syn Williama Zborowskiego, hrabiego de Montsaulvain, mającego polskie pochodzenie i Amerykanki Margaret Laury Astor Carey (z bogatej rodziny Astor), Louis Zborowski był pasjonatem wyścigów i motoryzacji, który nie tylko konstruował samochody, ale również ścigał się nimi na torach w Europie i Ameryce.
Jego pierwszy pojazd z serii nazwanej Chity Bang Bang, który zaprezentowano w 1921 roku, wyposażony był w 23-litrowy lotniczy silnik firmy Maybach, dzięki któremu auto przekraczało prędkość 100 mil/godz. Gdy Robert Bamford (wspólnik Lionela Martina) w firmie Aston Martin wycofał się z interesu w 1920 roku, a firma znalazła się kłopotach finansowych, Zborowski wspomógł ją swym kapitałem. Później Zborowski ścigał się autami Aston Martin na torze Brooklands niedaleko Weybridge w Surrey, a nieco później na jego prośbę przygotowano dwa auta do odbywających się w 1922 roku zawodów o Grand Prix Francji. Louis Zborowski zginął w wypadku samochodowym na torze Monza we Włoszech 19 października 1924 podczas wyścigu o Wielką Nagrodę Włoch na 440 kilometrze zmagań, gdy jego maszyna wskutek defektu zjechała z toru i uderzyła o drzewo.
Wiele lat później nazwę budowanych przez niego pojazdów (Chity Chity Bang Bang) zapożyczył Ian Fleming (twórca Jamesa Bonda) do zatytułowania jedynej swojej książki dla dzieci.

## Szczegółowe wyniki wyścigów
na żółto zaznaczone – Grandes Épreuves
| Wyścig                             | Nr                 | Samochód Zespół              | Poz. Start.        | Pozycja            | Uwagi                      | Ref  |
| 1921                               | 1921               | 1921                         | 1921               | 1921               | 1921                       | 1921 |
| ---------------------------------- | ------------------ | ---------------------------- | ------------------ | ------------------ | -------------------------- | ---- |
| Grand Prix Francji                 | 11                 | Sunbeam                      | DNS                | DNS                | Samochód nie dotarł na tor |      |
| Junior Car Club 200                | 10                 | Aston Martin GP Aston Martin | ?                  | 10                 |                            |      |
| 1922                               |                    |                              |                    |                    |                            |      |
| International 1500 Trophy          | 21                 | Aston Martin GP Aston Martin | DNS                | DNS                |                            |      |
| Grand Prix Francji                 | 15                 | Aston Martin GP Aston Martin | 15*                | NU                 | Silnik                     |      |
| Junior Car Club 200                | 1                  | Aston Martin GP Aston Martin | ?                  | NU                 | Zawór                      |      |
| Grand Prix Penya Rhin              | 1                  | Aston Martin GP Aston Martin | ?                  | 2                  |                            |      |
| 1923                               |                    |                              |                    |                    |                            |      |
| Grand Prix Włoch                   | 11                 | Miller 122                   | 11*                | NU                 | Wypadek                    |      |
| Junior Car Club 200                | kierowca rezerwowy | kierowca rezerwowy           | kierowca rezerwowy | kierowca rezerwowy | kierowca rezerwowy         |      |
| Grand Prix Penya Rhin              | 6                  | Aston Martin GP Aston Martin | ?                  | 2                  |                            |      |
| Grand Prix Hiszpanii               | 1                  | Miller 122                   | ?                  | 2                  | Najszybsze okrążenie 45,8" |      |
| Grand Prix Hiszpanii – Voiturettes | 7                  | Aston Martin GP Aston Martin | ?                  | 3                  |                            |      |
| 1924                               |                    |                              |                    |                    |                            |      |
| Grand Prix Francji                 | 6                  | Miller 122                   | 6*                 | NU                 | przednia oś                |      |
| Junior Car Club 200                | 34                 | Salmson VAL                  | ?                  | NU                 | Awaria mechaniczna         |      |
| Grand Prix Włoch                   | 12                 | Mercedes M72/94 Daimler AG   | 12*                | NU                 | Śmiertelny wypadek         |      |

* – start do wyścigu według numerów startowych, które zostały wcześniej wylosowane

We wszystkich wyścigach gdzie nie jest wpisany zespół było to zgłoszenie prywatne.